# تپه نادر
تپه نادر یک اثر تاریخی مربوط به دوران پیش از تاریخ ایران باستان تا دوران‌های تاریخی پس از اسلام است و در شهرستان فریمان، بخش مرکزی، روستای اقرعلیا واقع شده و این اثر در تاریخ ۱۶ شهریور ۱۳۸۳ با شمارهٔ ثبت ۱۱۰۹۰ به‌عنوان یکی از آثار ملی ایران به ثبت رسیده است.